# Elisabeth von Sayn
Elisabeth von Sayn († 17. März 1588 in Werl) war von 1578 bis 1588 Fürstäbtissin in Essen sowie von 1572 bis 1585 Äbtissin in Nottuln.

## Leben
Sie war eine Tochter des Grafen Johann V. von Sayn und seiner Frau Elisabeth Gräfin von Holstein-Schaumburg. Diese war vor ihrer Heirat selbst Äbtissin in Nottuln gewesen.
Das Stiftskapitel in Nottuln postulierten sie 1572 für das Amt der Äbtissin. Nach der Beschwörung der Wahlkapitulation hat sie der Fürstbischof von Münster am 19. März 1574 konfirmiert.
Ihr Versuch 1572 auch Oberhaupt des Stifts Elten zu werden scheiterte. Dagegen halfen auch ihre Proteste gegen die Wahl nichts.
In Essen wollte die dortige Fürstäbtissin ihr Amt aufgeben. Als dafür vorgesehene Nachfolgerin hat Elisabeth von Sayn 1578 geurkundet. Gewählt wurde sie in Essen Anfang Juni 1578.
In ihrer Amtszeit war die wirtschaftliche Lage in Nottuln gut. Bis auf Kleinigkeiten in Bezug der Kleidung jüngerer Kanonissen gab es an der Disziplin nichts auszusetzen. Kurz nach ihrer Amtszeit und noch zu ihren Lebzeiten begannen sich die Auswirkungen des Achtzigjährigen Krieges im Münsterland zu zeigen. Spanische Soldaten erschienen 1587 erstmals in Nottuln und erpressten eine größere Geldsumme. In Essen fanden während ihrer Herrschaft vierzehn Hexenprozesse statt. In Essen ließ sie auch die Kanzlei erbauen.
Sie starb in Werl und wurde im Essener Münster vor dem Drei-Königs-Altar bestattet.